# Fangchenggang
 Fangchenggang  (kinesisk: 防城港; pinyin: Fángchénggǎng) er en by på præfekturniveau i autonome region Guangxi for zhuangfolket i Kina .
Fangchenggang er en kystby i det sydlige Guangxi, ved grænsen til Vietnam. Dets areal er på 6.181 km², hvoraf 120 km² er byområde. Præfekturet har 840.000 indbyggere, med en befolkningstæthed på 136 indb./km² (2007). Et amt, Shangsi, har mere end 200.000 indbyggere. Stedet ligger i den økonomiske zone Beipu Wan, og er kendt for en stor importterminal for kul fra Sydøstasien, med det tilhørende Fangchenggang kulkraftværk. Der er også et atomkraftværk som er planlagt til at påbegynde el-produktion i 2015.

## Administration
Bypræfekturet Fangchenggang har jurisdiktion over 2 distrikter (区 qū), et byamt (市 shì) og et amt (县 xiàn).
| Kort                    | Kort      | Kort   | Kort         | Kort                   | Kort        | Kort      | Kort | Kort |
| ----------------------- | --------- | ------ | ------------ | ---------------------- | ----------- | --------- | ---- | ---- |
| Kort over Fangchenggang |           |        |              |                        |             |           |      |      |
| #                       | Navn      | Hanzi  | Pinyin       | Befolkning (2003 est.) | Areal (km²) | Indb./km² |      |      |
| Distrikter              |           |        |              |                        |             |           |      |      |
| 1                       | Gangkou   | 港口区 | Gǎngkǒu Qū   | 110.000                | 370         | 297       |      |      |
| 2                       | Fangcheng | 防城区 | Fángchéng Qū | 370.000                | 2.445       | 151       |      |      |
| Byamt                   |           |        |              |                        |             |           |      |      |
| 3                       | Dongxing  | 东兴市 | Dōngxīng Shì | 100.000                | 549         | 182       |      |      |
| Amter                   |           |        |              |                        |             |           |      |      |
| 4                       | Shangsi   | 上思县 | Shàngsī Xiàn | 210.000                | 2.809       | 75        |      |      |